# Modrovec
Modrovec is een plaats in de gemeente Gornja Stubica in de Kroatische provincie Krapina-Zagorje. De plaats telt 374 inwoners (2001).